# 伊奈忠次
伊奈 忠次（日语：／ Ina Tadatsugu，1550年—1610年8月1日），日本戰國時代至江戶時代前期的武將、大名。武藏國小室藩初代藩主。三河國幡豆郡小島城（今愛知縣西尾市小島町）出身。
在永祿6年（1563年）隨父親忠家參與三河一向一揆而從德川家出走。在天正3年（1575年）的長篠之戰中，以無所屬武將的身分立下戰功，與父親一起成為家康嫡男・信康的家臣，然而在信康獲罪自盡後，又出奔到和泉國堺。
天正10年（1582年），本能寺之變突發，忠次與小栗吉忠幫助家康橫越伊賀，以此之功而再回歸德川家，並還其父舊領，此後一直與吉忠擔任駿河、遠江及三河的檢地奉行，豐臣秀吉發動小田原征伐和文祿慶長之役時，忠次負責輜重運輸與街道整頓，從而鞏固了代官的地位。
家康移封江戶時，忠次與大久保長安、彥坂元正及長谷川長綱一同作為關東代官頭為家康支配關東而竭心盡力。
慶長15年（1610年）死去，享年61歳。遺領和代官職由嫡男忠政繼承。

## 外部連結
- 伊奈町伊奈城（伊奈屋敷跡）